# Euseius minutisetus
Euseius minutisetus är en spindeldjursart som beskrevs av Moraes och D. McMurtry 1989. Euseius minutisetus ingår i släktet Euseius och familjen Phytoseiidae. Inga underarter finns listade i Catalogue of Life.